# تن‌پار
به حلقه یا بند بدن جانوران تَن‌پار (انگلیسی: Somite) یا سومیت می‌گویند.
به عبارت دقیق‌تر علمی، تن‌پار، هریک از دو تودهٔ میان‌پوست است که در دو سوی لولهٔ عصبی رویان قرار دارد و پوست و ماهیچه و ستون مهره‌ها را می‌سازد.
تن‌پار یکی از یک جفت قطعه‌ای است که در امتداد ستون فقرات جنین مهره‌داران از تقسیم عرضی میان‌پوست به‌وجود می‌آید.
تن‌پارها ساختارهایی موقتی هستند که بعدها تبدیل به ستون مهره‌ها، دنده‌ها، بخشی از پوست، و ماهیچه‌های پشت می‌شوند.
از حدود روز بیستم تا سی‌ام، برای جنین به عنوان مرحله پیدایش تن‌پار شناخته می‌شود. تن‌پارها برجستگی‌هایی در اطراف لوله عصبی هستند که از لایه میان‌پوست را به وجود می‌آیند.
با آغاز هفته چهارم، تن‌پارها به سلول‌های استخوان‌پار (اسکلروتوم، سازنده غضروف‌ها و استخوان‌ها) و ماهیچه‌پار پوستی (درمومیوتوم) بدل می‌شوند. پوست‌ماهیچه‌پارها نیز نهایتاً به سلول‌های ماهیچه‌پار و پوست‌پار (درماتوم، لایه پوست میانی) بدل می‌شوند.